# 横手市大森野球場
横手市大森野球場（よこてしおおもりやきゅうじょう）は、秋田県横手市大森町にある野球場である。大森公園内に所在し、2007年（平成19年）の秋田わか杉国体では軟式野球一般Bの会場となった。

## 施設概要
- 施設面積：13,627m2
- 両翼：97m、中堅：120m
- 内野：土、外野：天然芝
- スコアボード：
- 収容人員：800人
- 照明設備：なし

## 交通
自動車
E46 秋田自動車道 横手北SICから約15分
E46 秋田自動車道 大曲ICから車で約20分